# Пребънд
Пребънд или Пребонд (на гръцки: Περβοῦνδος, Первундос, на старобългарски: Прѣбѫдъ) е княз на славянското племе ринхини, живяло в южна Македония. Около 675 година Пребънд е заловен от Византийската империя, заради враждебните му намерения спрямо Солун и отведен в Константинопол. Пребънд успява да избяга, но е заловен отново и екзекутиран, което предизвиква въстание на славянските племена в Македония и обсада на Солун.

## Биография
Пребънд е засвидетелстван единствено в „Чудесата на Свети Димитър“, сборник от VII век с омилии на Свети Димитър, светецът покровител на Солун, който дава уникални сведения за разпада на имперската власт и славянските поеления на Балканите.
Във втората книга на „Чудесата“ Пребънд е наречен „цар на ринхините“ (от старогръцки: ὀ τῶν Ῥυγχίνων ρῆξ), очевидно относително силно славянско племе, живеещо край Солун. Според „Чудесата“ около 675 година византийският архонт на Солун решава, че Пребънд е враждебно настроен и планира атака срещу града. Архонтът информира за това императора, който заповядва Пребънд да бъде заловен и по време на негово посещение в Солун той е арестуван, окован и изпратен в столицата Константинопол. Ринхините заедно с другите славянски племена, живеещи в долината на Струма – стримонците, изпращат посланици при императора с искане за освобождаването му. Императорът обещава да го пуне веднага щом бъде вдигната арабската обсада на Константинопол.
Междувременно обаче Пребънд открива съюзник в лицето ан императорския преводач, който го кара да избяга. Облечен по ромейски и говорещ отличен гръцки Пребънд просто излиза извън града през Влахернската порта и се укрива в имението на преводача край Виза. Императорът праща войска да го търси и уведомява солунския управител, че градът може да бъде нападнат скоро. След 40 дни е забелязана жената на преводача да носи храна на Пребънд със скривалището му. Преводачът и семейството му са екзекутирани, а Пребънд разпитан. Пребънд заявява, че ако се върне в земите си, „щял да събере всички съседни нему племена и... нито по суша, нито по море нямало да остави занапред място, незасегнато от войната, но щял да воюва непрекъснато и не щял да остави жив който и да било християнин“. След повторен опит за бягство и след като намерението му да вдигне на бунт всички славянски племена става ясно, той също е екзекутиран.
Тъй като източникът не обръща голямо внимание на последователността на събитията, съществува алтернативна хронологизация на събитията в 40-те години на VII век, според която Пребънд е убит в 645 година и в същата година започва и славянската обсада на Солун, продължила до 657 година.
При новината за екзекуцията на Пребънд, ринхините, стримонците и сагудатите се съюзяват и обсаждат Солун две години.
Според академик Иван Дуриданов старобългарската форма на Περβοῦνδος е Прѣбѫдъ, откъдето където идва например топонимът Пребъдище.